# Warvillers
Warvillers é uma comuna francesa na região administrativa de Altos da França, no departamento de Somme. Estende-se por uma área de 4,18 km². Em 2010 a comuna tinha 152 habitantes (densidade: 36,4 hab./km²).